# Fibrat cotangent
En geometria diferencial, el fibrat cotangent d'una varietat és la unió de tots els espais cotangents a cada punt de la varietat.

## Un-formes
Les seccions diferenciables del fibrat cotangent són u-formes diferencials, també s'anomenen formes de Pfaff o formes pfaffianes.

## Fibrat cotangent com a espai de fase

### Forma simplèctica
El fibrat cotangent té una 2-forma simplèctica canònica en ell, com derivada exterior de la 1-forma canònica.
La un-forma assigna a un vector en el fibrat tangent del fibrat cotangent l'aplicació de l'element en el fibrat cotangent (una funcional lineal) a la projecció del vector en el fibrat tangent (el diferencial de la projecció del fibrat cotangent a la varietat original). Provar que la derivada exterior d'aquesta manera és simplèctica es pot fer observant que l'ésser simplèctic és una propietat local: ja que el fibrat cotangent és localment trivial, aquesta definició necessita només ser comprovada en R n × R n. Però allà la un
 forma definida és la suma de i i dx i, i el diferencial és la forma simplèctica canònica, la suma de di i ∧ dx i.

### Espai de fase
Si la varietat M representa el conjunt de posicions possibles en un sistema dinàmic, llavors el fibrat cotangent de T * M es pot pensar com el conjunt de possible posicions i moments. Per exemple, això és una manera fàcil de descriure l'espai de fase (no trivial) d'un pèndol esfèric tridimensional: una bola massiva obligada a moure's al llarg d'una 2 - esfera. La construcció simplèctica esmentada, juntament amb una funció apropiada d'energia, dona una determinació completa de la física del sistema.